# Cercopithecinae
Los cercopitecinos (Cercopithecinae) son una subfamilia de primates catarrinos de la familia Cercopithecidae, que incluye 71 especies de babuinos, macacos y monos verdes. La mayoría tienen su hábitat en el África subsahariana, aunque los macacos se distribuyen por las partes más orientales de Asia, el norte de África, así como Gibraltar.

## Características
Las diferentes especies se adaptan a los diferentes terrenos que habitan. Las especies arbóreas son escasas, delicadas y tienen una cola larga, mientras que las especies terrestres son más robustas y su cola puede ser pequeña o completamente inexistente. Todas las especies han desarrollado pulgares. Algunas especies tienen callosidades isquiáticas, pueden cambiar su color durante el período de apareamiento.
Estos monos son diurnos y viven juntos en grupos sociales. Viven en todo tipo de terreno y de clima, de las frescas montañas a las selvas tropicales, sabana, y zonas de roca pelada o incluso montañas cubiertas de nieve, como el macaco japonés.
La mayoría de las especies son omnívoras con dietas que van desde las frutas, hojas, semillas, brotes, setas; a los insectos y arañas, y a pequeños vertebrados.
La gestación dura aproximadamente de seis a siete meses. Los jóvenes son destetados de 3 a 12 meses después y alcanzan la madurez entre los 3 y los 5 años. La esperanza de vida de algunas especies puede llegar a los 50 años.

## Clasificación
Cercopithinae es frecuentemente dividida en dos tribus, Cercopithecini y Papionini, como se muestra en la siguiente lista de géneros: 
- Subfamilia Cercopithecinae
  - Tribu Cercopithecini
    - Género Allenopithecus
    - Género Miopithecus
    - Género Erythrocebus
    - Género Allochrocebus
    - Género Chlorocebus
    - Género Cercopithecus

  - Tribu Papionini
    - Género Macaca
    - Género Lophocebus
    - Género Rungwecebus[2]
    - Género Papio
    - Género Theropithecus
    - Género Cercocebus
    - Género Mandrillus